# Vendado y frío
Vendado y frío es una película de Argentina filmada en colores dirigida por Alexis Puig sobre su propio guion que no se exhibió comercialmente y se preestrenó el 8 de mayo de 1999 en la Maratón Bizarra Nacional organizada por la Filmoteca Buenos Aires para ser exhibido después en el Festival Internacional de Cine de Mar del Plata de 1999 en la sección “Alternativas Argentinas”. Fue la ópera prima del director y tuvo un costo de 5000 dólares.

Los principales intérpretes fueron Nicolás Abeles, Nicolás Scarpino, Luciana González Costa y Mausi Martínez y la filmación se realizó en las ciudades de la provincia de Buenos Aires, Tres Arroyos, La Plata y Luján.

## Sinopsis
Dos ladrones inexpertos ingresan en la casa de un egiptólogo y  roban una momia egipcia con la que intentan ganar dinero mediante su exhibición, pero serán perseguidos por la policía y también por un egipcio asesino que la quiere reintegrar a su país, por una paleontóloga y por el fantasma emergente de una milenaria maldición.

## Reparto
Participaron del filme los siguientes intérpretes:
- Nicolás Abeles...Nicolás Aguilera
- Nicolás Scarpino...Damián Lore
- Luciana González Costa...Bárbara
- Mausi Martínez...Celina Núñez
- Esteban Mihalik...Karnak
- Paulino Andrada...Boghossian
- Carlos Kaspar...Sendros
- Damián Dreizik...Federico
- Leonardo Sbaraglia...Playero de la estación de servicio
- Jean Pierre Reguerraz...Gedalio Álvarez
- Marcos Zucker...Matías
- Floria Bloise...Magdalena
- Leo Goldberg...Dueño de la estación de servicio
- Julieta Magaña...Madre
- Esteban Farfan...Fletero 1
- Darío Billani...Fletero 2
- Lito Ming...Turista japonés
- Silvia Grasso...Periodista